# Micrommia jugifera
Micrommia jugifera är en fjärilsart som beskrevs av Felder 1874. Micrommia jugifera ingår i släktet Micrommia och familjen björnspinnare. Inga underarter finns listade i Catalogue of Life.